# Ford Mustang Mach-E
Ford Mustang Mach-E – elektryczny samochód osobowy typu crossover klasy średniej produkowany pod amerykańską marką Ford od 2020 roku.

## Historia i opis modelu

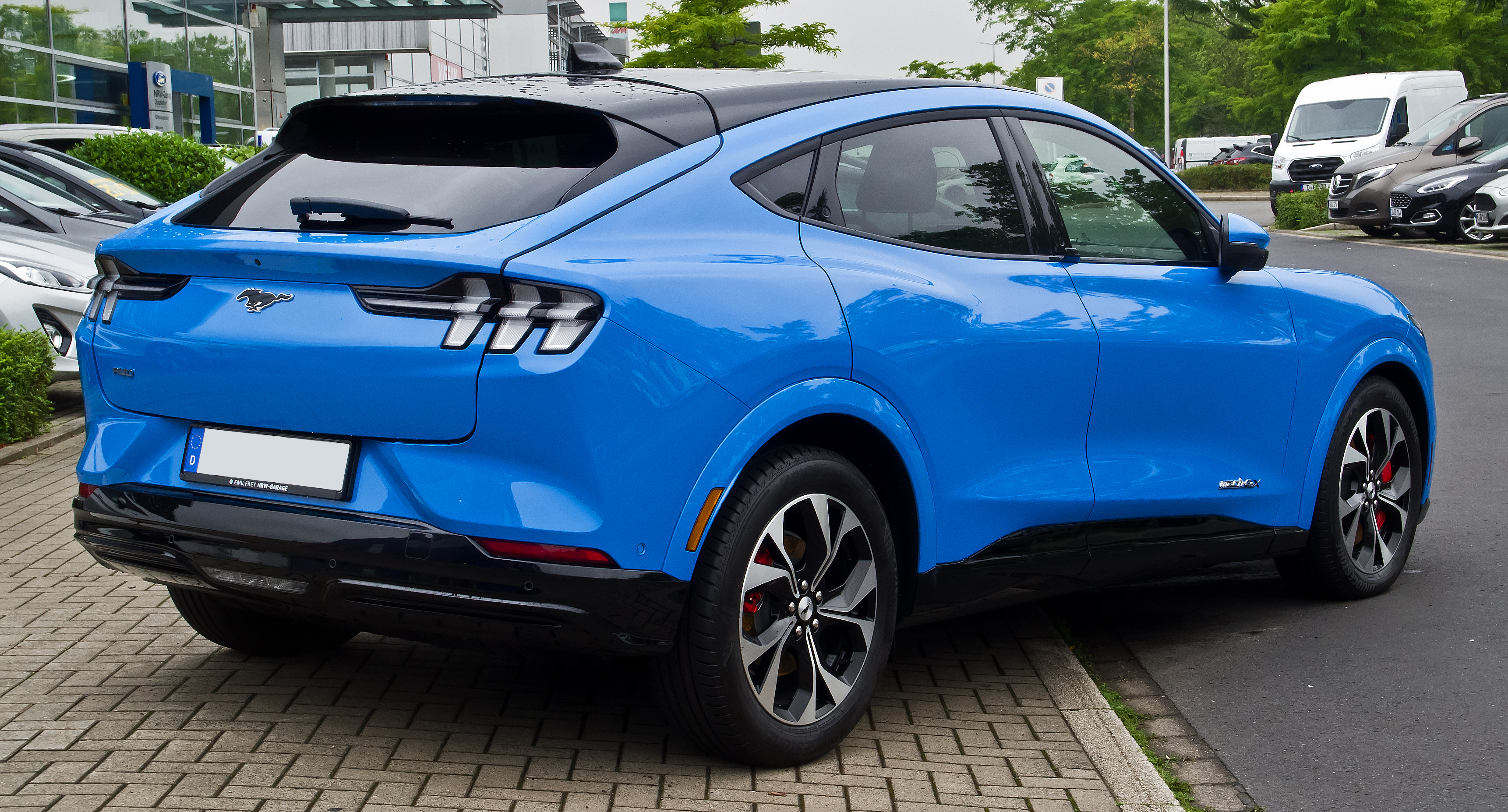
Ford Mustang Mach-E - tył

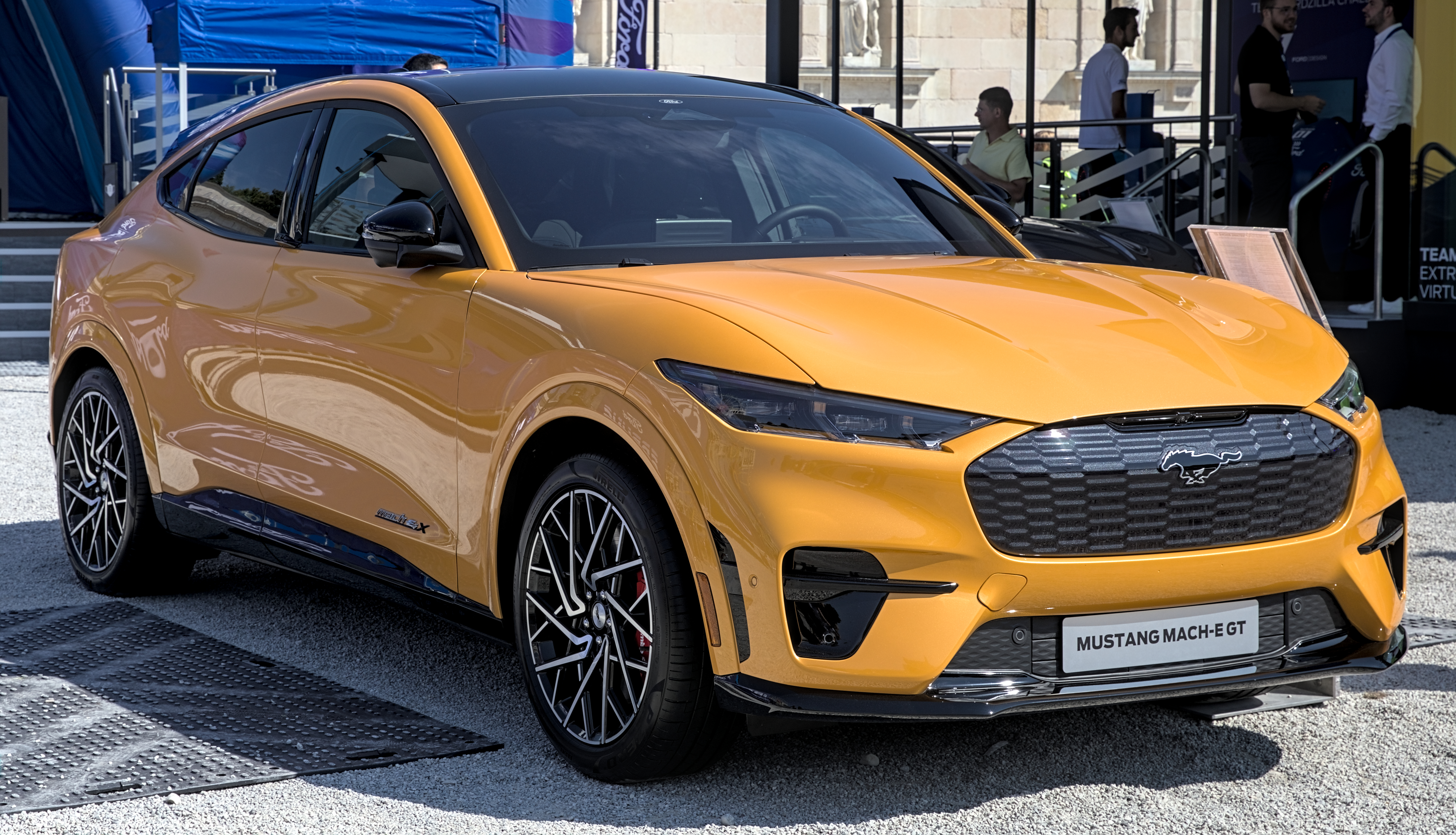
Ford Mustang Mach-E GT

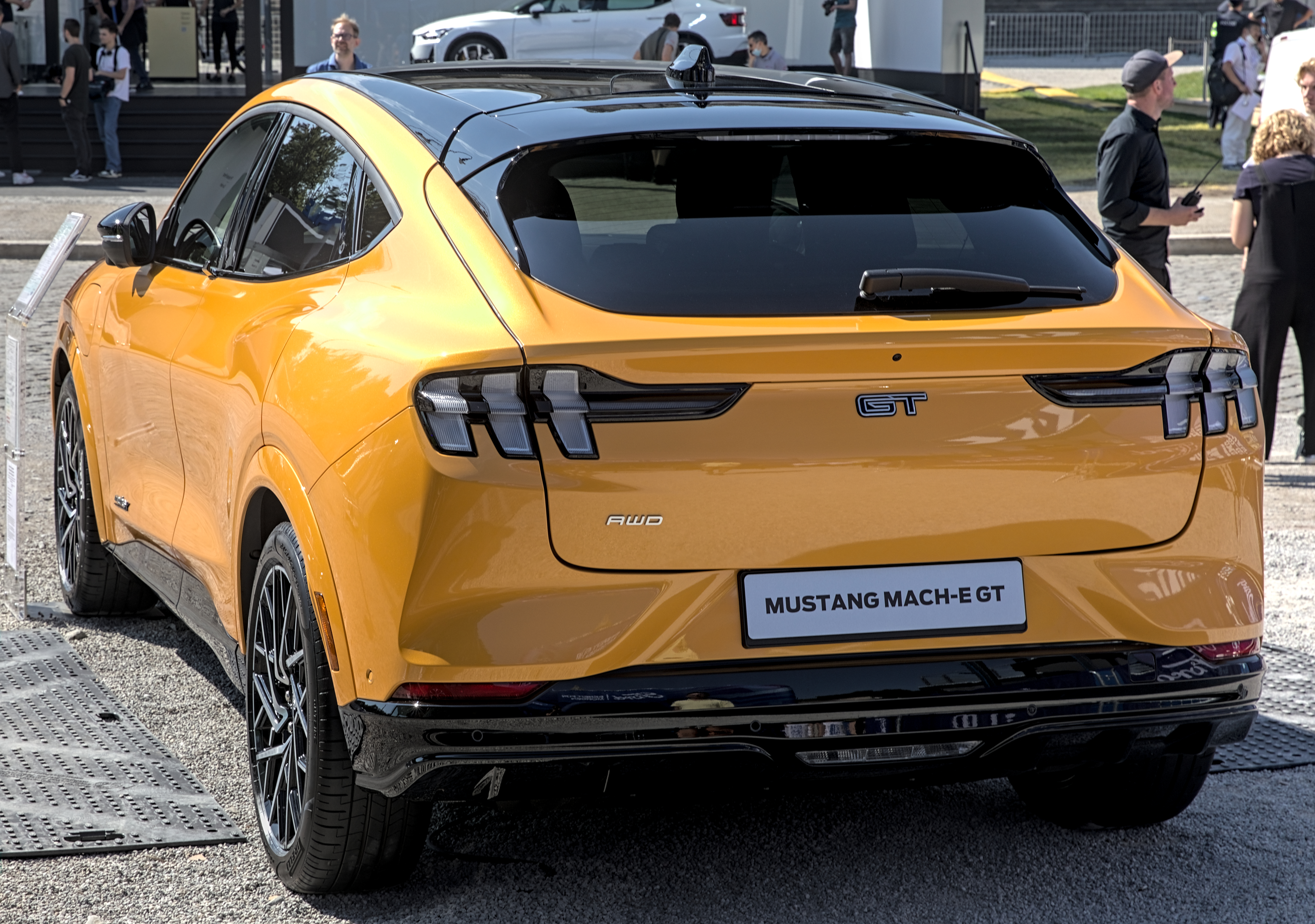
Ford Mustang Mach-E GT - tył

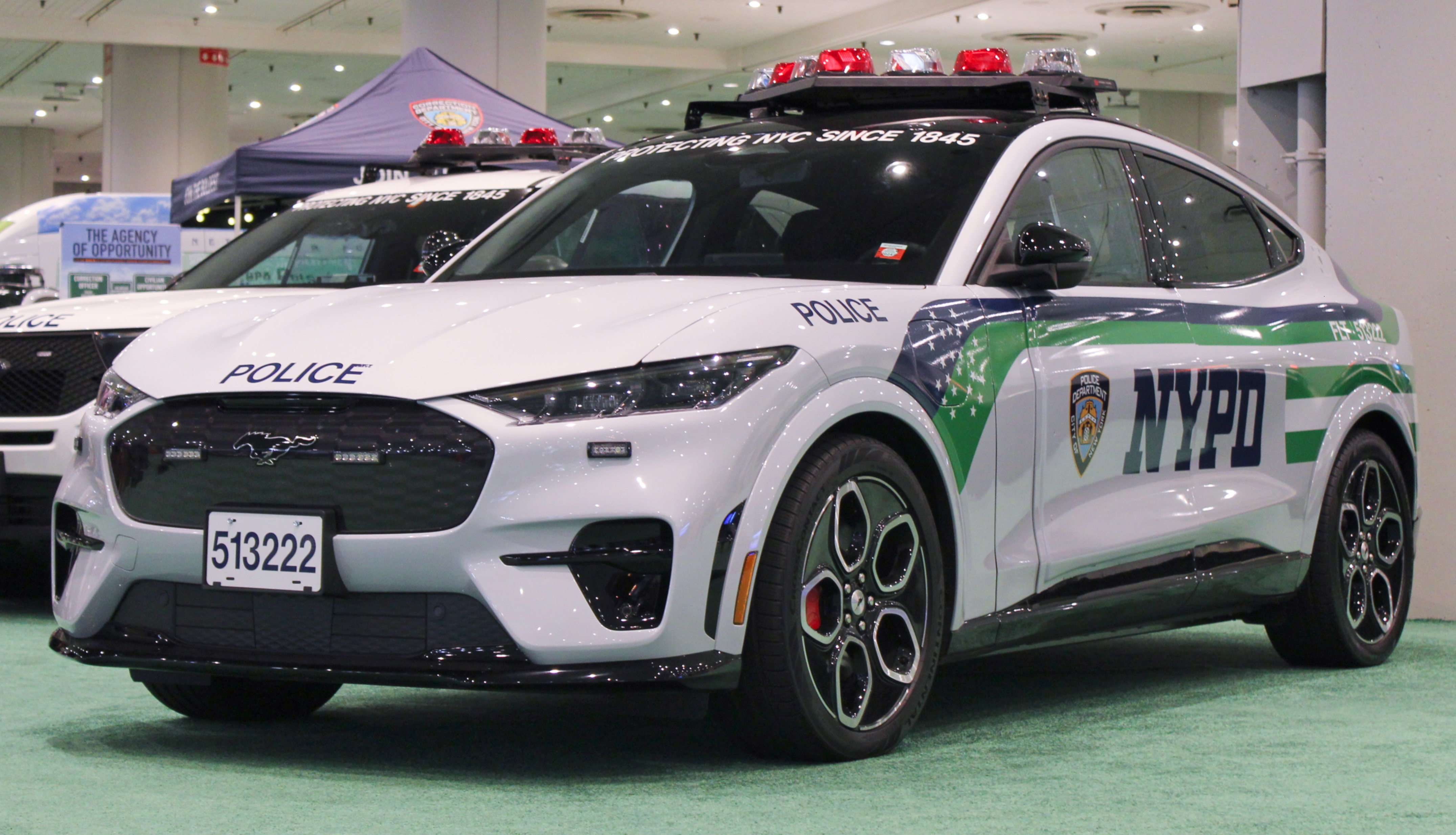
Ford Mustang Mach-E jako radiowóz nowojorskiej policji

Po raz pierwszy zamiar wprowadzenia do produkcji średniej wielkości, elektrycznego crossovera z czysto elektrycznym napędem Ford potwierdził w styczniu 2017 roku, zapowiadając początek produkcji takiego modelu na rok 2020. Rok później producent zdradził, że samochód będzie silnie inspirowany Fordem Mustangiem i otrzyma nazwę Mach 1. 
Jednakże, w sierpniu tego samego roku producent zdementował informacje co do rzekomej nazwy planowanego samochodu podawane przez szereg mediów w ciągu ostatnich miesięcy. Oficjalną nazwę elektrycznego crossovera Ford potwierdził dopiero tydzień przed planowaną premierą, 14 listopada 2019 - Mustang Mach-E.

### Premiera
Oficjalna premiera Forda Mustanga Mach-E odbyła się w drugiej połowie listopada 2019 roku. Samochód, zgodnie z zapowiedziami, otrzymał wygląd inspirowany protoplastą głównie z tyłu, co widać po lampach, a także pod kątem sylwetki nadwozia z profilu. 
Samochód jest pozbawiony do tego logotypów Forda - zamiast tego, z przodu pojawiło się logo mustanga znane z oryginalnego, sportowego modelu. Elektryczny crossover Forda nie ma klamek - zamiast tego, zamontowano uchwyty przy słupkach drzwi. Mierzący 4,7 metra samochód zmieści 5 osób i zabierze ponad 500 litrów bagażu przy rozłożonym drugim rzędzie siedzeń.

### Mustang Mach-E GT
Topowy wariant elektrycznego crossovera Forda otrzymał nazwę Mustang Mach-E GT, debiutując we wrześniu 2020 roku. Pod kątem wizualnym wyróżnia się specjalnym, ciemnym wypełnieniem imitacji atrapy chłodnicy wykonanym z włókna węglowego, a także inną stylizacją zderzaków oraz specjalnym, dedykowanym wzorem alufelg. Pod kątem technicznym wyczynowa odmiana pojazdu napędzana jest przez układ elektryczny mocy 487 KM, który rozwija maksymalny moment obrotowy 860 Nm, osiąga maksymalną prędkość 200 km/h i rozpędza się do 100 km/h w 3,7 sekundy. Dzięki akumulatorom o pojemności 88 kWh, pojazd rozwija 500 kilometrów zasięgu na jednym ładowaniu.

### Sprzedaż
Produkcja pojazdu ruszyła rok po światowym debiucie, 28 października 2020 roku, w meksykańskich zakładach Forda w mieście Cuautitlán Izcalli. Sprzedaż rozpoczęła się na wybranych światowych rynkach, z europejskim włącznie, na przełomie 2020 i 2021 roku. W styczniu 2021 roku lokalna sprzedaż wraz z produkcją rozpoczęła się także z myślą o rynku chińskim. Lokalny wariant nie różni się jednocześnie wizualnie od modelu dostępnego na globalnych rynkach.

### Dane techniczne
| Początek sprzedaży              | IV kwartał 2021                        | IV kwartał 2021                        | IV kwartał 2021                        | IV kwartał 2021                        | IV kwartał 2021 | IV kwartał 2021 | IV kwartał 2021 | IV kwartał 2020 | III kwartał 2021                            |                                             |
| Zasięg (WLTP)                   | 440 km                                 | 440 km                                 | 400 km                                 | 400 km                                 | 610 km          | 610 km          | 550 km          | 550 km          | 415 km (GT)                                 |                                             |
| Przyśpieszenie od 0 do 100 km/h | 5,8 s                                  | 5,8 s                                  | 5,2 s                                  | 5,2 s                                  | 6,1 s           | 6,1 s           | 4,8 s           | 4,8 s           | 3,8 s (GT) 3,5 s (GT Performance Edition)   |                                             |
| Moc                             | 266 KM                                 | 266 KM                                 | 266 KM                                 | 266 KM                                 | 290 KM          | 290 KM          | 346 KM          | 346 KM          | 480 KM                                      |                                             |
| Moment obrotowy                 | 430 Nm                                 | 430 Nm                                 | 580 Nm                                 | 580 Nm                                 | 430 Nm          | 430 Nm          | 580 Nm          | 580 Nm          | 813 Nm (GT) 860 Nm (GT Performance Edition) | 813 Nm (GT) 860 Nm (GT Performance Edition) |
| Prędkość maksymalna             | 180 km/h                               | 180 km/h                               | 180 km/h                               | 180 km/h                               | 180 km/h        | 180 km/h        | 180 km/h        | 180 km/h        | 200 km/h                                    |                                             |
| Prędkość ładowania              | Do 115 kW (Select) Do 150 kW (Premium) | Do 115 kW (Select) Do 150 kW (Premium) | Do 115 kW (Select) Do 150 kW (Premium) | Do 115 kW (Select) Do 150 kW (Premium) | Do 150 kW       | Do 150 kW       | Do 150 kW       | Do 150 kW       | Do 150 kW                                   | Do 150 kW                                   |